# Labidognathia
Labidognathia is een geslacht in de taxonomische indeling van de tandmondwormen (Gnathostomulida). De enige soort in dit geslacht is de Labidognathia longicollis.